# Шилін Сергій Іванович
Шилін Сергій Іванович (нар. 20 листопада 1959, Лисичанськ) — міський голова Лисичанська (2015—2020).

## Життєпис

### Освіта
В 1988 році закінчив Всесоюзний заочний політехнічний інститут, отримав диплом за спеціальністю «Підземна розробка родовищ корисних копалин».

### Трудова діяльність
09.1979 — 11.1979 р.: шахта ім. Войкова ВО «Первомайськвугілля», підземний гірничий майстер на дільниці вентиляції та техніки безпеки;
11.1979 — 12.1981 р.: служба в лавах Радянської армії;
03.1982 — 07.1994 р.: шахта ім. Д. Ф. Мельникова ВО «Лисичанськвугілля», підземний прохідник, підземний  гірничий майстер, підземний заступник начальника дільниці, підземний начальник дільниці, підземний помічник начальника дільниці.
08.1994 — 04.1997 р.: Лисичанський нафтопереробний завод, оператор з переробки нафти товарно-сировинного цеху;
01.1999 — 2004 р.: мале  приватне підприємство «Маір», директор;
01.2004 — 11.2008 р.: ВП «Шахта ім. Д. Ф. Мельникова» ВАТ «Лисичанськвугілля», підземний  начальник дільниці;
11.2010 — 09.2011 р.: ПАТ «Шахтоуправління „Покровське“», м. Красноармійськ Донецької області, завідувач гірничих робіт, начальник підземної дільниці;
09.2011 — 2013 р.: ВП «Шахта ім. Г. Г. Капустіна» ВАТ «Лисичанськвугілля», головний інженер;
2013 — 10.2015 р.: ВП «Шахта ім. Г. Г. Капустіна» ВАТ «Лисичанськвугілля», в. о. директора.
17.11.2015 — 27.07.2020: Лисичанський міський голова, м. Лисичанськ Луганської обл.

### Особисте життя
Одружений, має трьох дітей.